# Lithobius holstii
Lithobius holstii är en mångfotingart som först beskrevs av Pocock 1895.  Lithobius holstii ingår i släktet Lithobius och familjen stenkrypare. Inga underarter finns listade i Catalogue of Life.